# War Without End
War Without End è l'album di debutto del gruppo musicale statunitense di genere thrash metal dei Warbringer, pubblicato dall'etichetta discografica Century Media Records il 5 febbraio 2008.

## Tracce
1. Total War – 4:30
2. Systematic Genocide – 3:49
3. Dread Command – 2:53
4. Hell on Earth – 3:17
5. At the Crack of Doom – 3:41
6. Beneath the Waves – 3:50
7. Instruments of Torture – 3:36
8. Shoot to Kill – 3:13
9. Born of the Ruins – 3:47
10. Combat Shock – 3:52
11. Epicus Maximus – 3:03
12. Nightslasher (Bonus track) – 3:33
13. XII (Bonus track) – 3:03

## Formazione
- John Kevill - voce
- John Laux - chitarra
- Adam Carroll - chitarra
- Andy Laux - basso
- Ryan Bates - percussioni